# Marcos González Díaz
Marcos González Díaz es un doctor en Medicina y Cirugía español especialista en hematología y hemoterapia, fue jefe de Servicio en el Hospital Universitario de Salamanca donde se realizan terapias Cart-T, investigador del Centro de Investigación del Cáncer y Catedrático de la Universidad de Salamanca. Es especialista en síndromes linfoproliperativos crónicos.

## Actividad académica, clínica e investigadora
Marcos González obtiene el grado de doctor por la Universidad de Salamanca en 1982 con la tesis Fenotipos celulares y correlación clínico-biológica en síndromes linfoproliferativos, realizada en el Hospital Clínico Universitario de Salamanca, bajo la dirección de Antonio López Borrasca. Fue profesor asociado desde enero de 1993. Logró la plaza de Profesor Titular en la Universidad de Salamanca en 2012 y la plaza de Cátedratico de Universidad en 2017. Desde septiembre de 2017 hasta julio de 2023, fecha de su jubilación, fue Jefe del Servicio de Hematología del Hospital Clínico Universitario de Salamanca.
Marcos González Díaz desarrolló su actividad clínica e investigadora en el Servicio de Hematología del Hospital Universitario de Salamanca. Ha dirigido numerosas tesis doctorales. Es coordinador de tumores hematológicos de la Red Temática de Investigación Cooperativa en Cáncer (Rticc).
Marcos González-Díaz fue investigador del Centro de Investigación del Cáncer-Instituto de Biología Molecular y Celular del Cáncer (CIC-IBMCC) que está integrado en la Universidad de Salamanca (USAL) y el Consejo Superior de Investigaciones Científicas (CSIC). Es Jefe de Sección de la Unidad de Biología Molecular-HLA (Antígenos leucocitarios humanos) del Servicio de Hematología del Instituto de Investigación Biomédica de Salamanca (IBSAL-Hospital Universitario de Salamanca). Es investigador principal del Grupo CIBER-CIBERONC de cáncer -CB16/12/00233- del Instituto de Salud Carlos III (ISCII).
En mayo de 2019 el Complejo Asistencial de Salamanca (Hospital Clínico Universitario) fue reconocido como centro de referencia para realizar terapia CAR-T (receptor de antígeno quimérico para células T modificadas genéticamente) para el tratamiento de la leucemia linfoblástica aguda de células B refractaria.

### Secuenciación del Genoma de la leucemia linfática crónica
El CIC Salamanca colaboró en el proyecto nacional de secuenciación del genoma de la leucemia linfática crónica -en el que han participado numerosas instituciones españolas y más de 60 investigadores e inscrito en el proyecto mundial del genoma del cáncer- con la participación directa de los investigadores Jesús San Miguel -quien fue director del Instituto de Investigación Biomédica de Salamanca (IBSAL)-, Marcos González Díaz, Enrique de Álava y Jesús María Hernández, quienes son coautores, junto con numerosos científicos y especialistas, del artículo publicado en la revista Nature sobre el genoma de la LLC en 2011.

### Terapias Cart-T
Bajo la dirección de González Díaz, desde 2019 se administran en España las terapia T-Cart o Cart-T (terapias con receptor de antígeno quimérico, en varios hospitales, entre ellos el Hospital Clínico Universitario de Salamanca administró el primer CAR-T el 13 de mayo de 2019 dentro del ensayo clínico ZUMA-7. Esta terapia se ha administrado a pacientes con Linfoma difuso de células B grandes (LBDCG), y a pacientes con Mieloma Múltiple. Los pacientes provienen del área que atiende el Hospital y que cubre parte del norte y oeste de España -las autonomías de Galicia, Castilla-La Mancha, Extremadura y Asturias. Las terapias Cart-T comerciales están dirigidas a a linfomas no Hodgkin B difuso de célula grande, linfomas agresivos trasformados de linfoma folicular, linfoma B primario mediastino y leucemia linfoblástica aguda hasta 25 años. Los estudios clínico incluyen otros cánceres sanguíneos como el mieloma múltiple (KARMMA-02 y 03). Las terapias T-Cart también están siendo contrastadas en ensayos clínicos internacionales otros cánceres sólidos. Las terapias T-Cart no están exentas de complicaciones ni efectos secundarios.

## Premios y reconocimientos
- 2015 - Premio “María de Maeztu” de la Universidad de Salamanca a la excelencia científica.[31]
- 2021 - Considerado por la revista ‘Forbes’ dentro de los 100 nombres más reconocidos del panorama médico de la asistencia, la investigación y la docencia en España.[32][33][34][35]

## Publicaciones
Algunas publicaciones de Marcos González pueden consultarse en:
- Publicaciones Marcos González Díaz en Google Académico - Google Scholar
- Publicaciones de González-Díaz M, en Pub-Med
- Publicaciones de Marcos González-Díaz en Pub-Med
- Publicaciones de Marcos González en Blood Journal
  - Publicaciones de Marcos González en Blood Journal. (enlace roto disponible en Internet Archive; véase el historial, la primera versión y la última).
- Publicaciones de Marcos González en Cancer Research.
- Whole-genome sequencing identifies recurrent mutations in chronic lymphocytic leukaemia, Nature (2011) doi:10.1038/nature10113 5 de junio de 2011 Nature

Publicaciones internacionales del Grupo de Hematología de Salamanca
Pueden consultar algunas de sus publicaciones en:
- Publicaciones Internacionales del Grupo de Hematología de Salamanca.